# Lazlo Bane
Lazlo Bane ist eine US-amerikanische Alternative-Rock-Band.

## Bandgeschichte
Ihr Lied Superman aus dem Album All The Time In The World ist die Titelmusik zur US-Fernsehserie Scrubs – Die Anfänger. Ebenso wie dieses Lied haben sie auch Overkill von Colin Hay, einem ehemaligen Mitglied der Band Men at Work, neu eingespielt. Lazlo Banes Plattenfirma ist aktuell Lookout Sound.

## Diskografie

### Studioalben
- 1997: 11 Transistor
- 2002: All The Time In The World
- 2006: Back Sides
- 2007: Guilty Pleasures
- 2013: Big Spill
- 2021: Someday We'll Be Together

### EPs
- 1996: Short Style
- 2012: Guilty Pleasures the 80's Volume 1

### Singles
- 1996: Buttercup
- 1997: Overkill
- 1997: I'll Do Everything
- 2002: Superman
- 2023: Like a Flower